# Kamienica Paula Letscha w Szczecinie

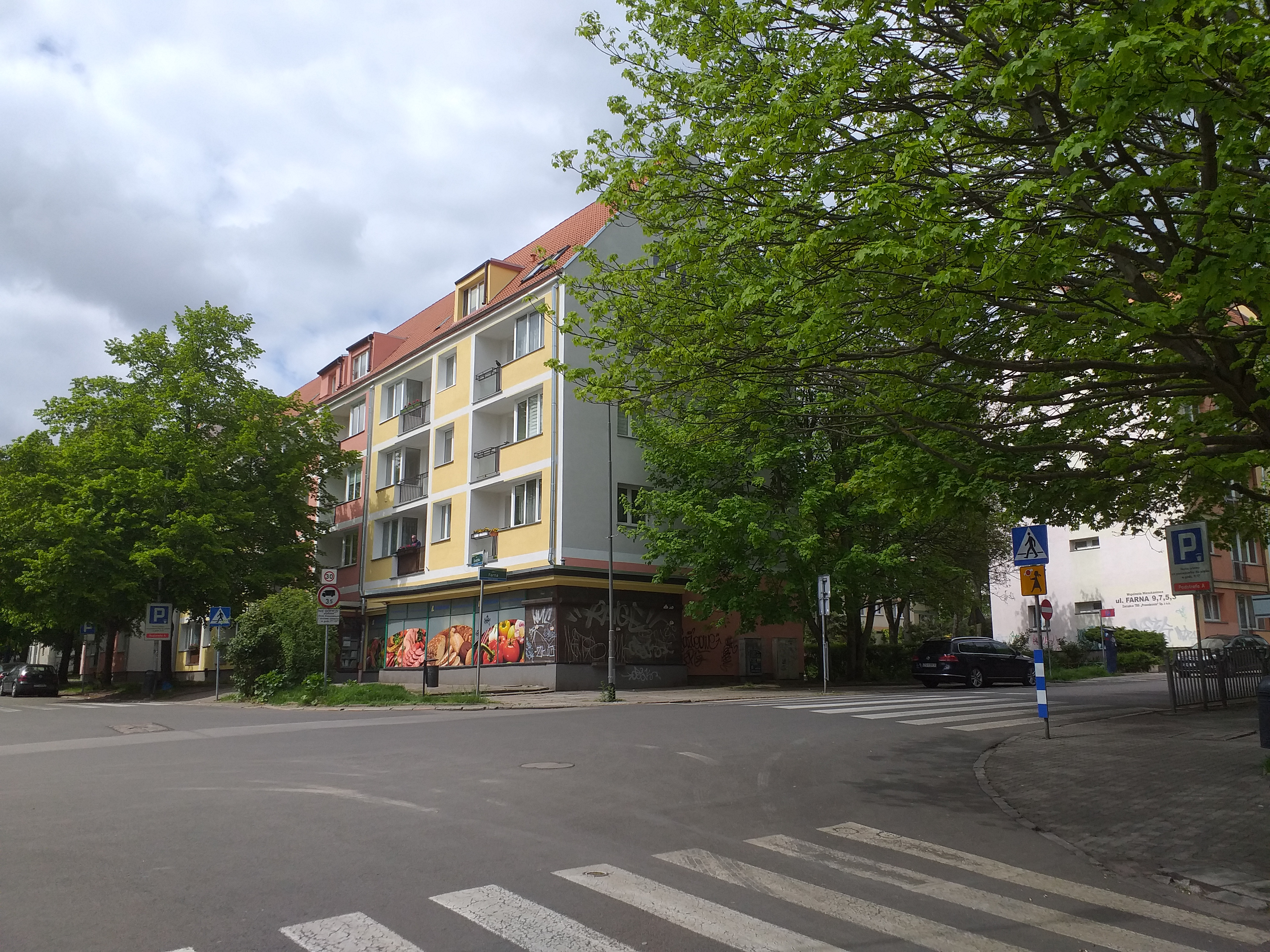
Miejsce, w którym stała kamienica

Kamienica Paula Letscha – niezachowana kamienica, która znajdowała się na narożniku dzisiejszych ulic Grodzkiej i Farnej, na obszarze szczecińskiego osiedla Stare Miasto, w dzielnicy Śródmieście.

## Historia
Kamienica położona na narożniku dzisiejszych ulic Grodzkiej i Farnej mieściła pierwotnie tzw. „Nową Winiarnię przy ulicy Wielkiej Tumskiej” (New weinhauß in der großen Domstraße, 1608). W 1608 r. właścicielem nieruchomości stało się miasto. Według katastru szwedzkiego z 1706 r. i pruskiego z 1722 r. kamienica pozostawała własnością miasta. W 1777 r. jej właścicielem stał się kupiec Nonnemann, w 1784 r. sukiennik Albert Gierke, a w 1875 r. kupiec Piorkowsky. W latach 1900–1901 budynek przeszedł na własność kupca Paula Letscha. Dokonał on przebudowy kamienicy i uruchomił w niej własny dom handlowy pod nazwą Kaufhaus Letsch.

## Opis
Po przebudowie w latach 1900–1901 kamienica stała się obiektem czterokondygnacyjnym. Parter oraz dwa pierwsze piętra przeszklone były dużymi witrynami sklepowymi. Pomiędzy pierwszym a drugim piętrem fasadę podzielono bogato zdobionym gzymsem. Środkowe okna trzeciego piętra rozdzielono kolumnami. Fasadę zwieńczono naczółkiem i szczytami. Budynek pokryto spadzistym dachem, a w środkowej jego części zamontowano kopułę z wysoką iglicą.